# Olof Andersson Lundstedt
Olof Andersson Lundstedt, född 1 januari 1815 i Edsele, död där 7 december 1897, var en svensk klockare och orgelbyggare.

## Biografi
Lundstedt föddes på gården Gideåberg i Edsele. Han var son till lantbrukaren Anders Andersson och Karin Nilsdotter.
Lundstedt flyttade 15 november 1886 från Ovanmo till Norrnäs i Edsele socken. Lundstedt avled 7 december 1897 i Edsele.

## Lista över orglar
| År         | Ursprunglig plats | Stift | Bild | Manualer | Pedal | Stämmor | Bevarad orgel/fasad | Övrigt |
| ---------- | ----------------- | ----- | ---- | -------- | ----- | ------- | ------------------- | --- |
| 1860-talet |                   |       |      |          |       | 8       | Nej/Nej             | Hemorgel. Sattes upp 1888 eller 1898 i Tåsjö kyrka. Orgeln ombyggdes och tillbyggdes 1902 av Christian Schuster, Östersund. Orgeln hade efter ombyggnationen 12 stämmor, en manual och pedal. En ny orgel byggdes 1957 av Gustaf Hagström Orgelverkstad, Härnösand. |